# Aino Sibelius
Aino Sibelius, nata Järnefelt (Helsinki, 10 agosto 1871 – Järvenpää, 8 giugno 1969), era la moglie del compositore finlandese Jean Sibelius.
Vissero la maggior parte dei loro 65 anni di vita coniugale nella loro casa di Ainola vicino al lago Tuusula, Järvenpää, Finlandia. Ebbero sei figlie: Eva (1893-1978), Ruth (1894-1976), Kirsti (1898-1900), Katarina (1903-1984), Margareta (1908-1988) e Heidi (1911-1982).

## Biografia

### Infanzia
Aino Järnefelt nacque a Helsinki, nella famiglia severa e disciplinata del generale Alexander Järnefelt e di sua moglie Elisabeth (nata Clodt von Jürgensburg) nel 1871. Aveva sei fratelli maggiori, tra cui lo scrittore Arvid Järnefelt, il pittore Eero Järnefelt e il compositore e direttore Armas Järnefelt.
Fu suo fratello Armas che portò il suo amico e compagno di studi, Jean Sibelius, nella casa di famiglia nell'inverno del 1889. All'epoca lo scrittore Juhani Aho espresse il suo amore nei confronti di Aino, ma non ricevette la risposta che cercava. Nel giro di pochi anni Aino si fidanzò con Jean Sibelius e si sposarono, con la benedizione di suo padre, a Maxmo il 10 giugno 1892.

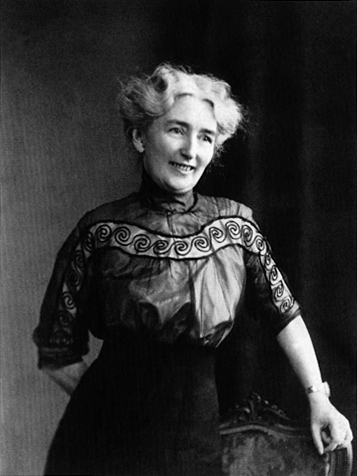
Aino Sibelius nel 1922.

### 1892–1930: primi anni da sposata
Fin dal loro fidanzamento avevano parlato di una casa tutta loro in campagna e avevano cercato una casa vicino al lago Tuusula già nel 1898. Ma quando il ricco zio scapolo del marito morì nel luglio 1903, comprarono circa 2,5 acri (10.000 m²) di terreno a Järvenpää vicino al lago Tuusula e usarono la parte loro spettante della proprietà dello zio per pagare l'architetto Lars Sonck per progettare la loro casa, che chiamarono Ainola. Si trasferirono lì nell'autunno del 1904, dopo aver preso in prestito una notevole quantità di denaro per acquistare la terra e costruire la casa.
I primi anni di Aino a Järvenpää furono stressanti e difficili, causati in parte da preoccupazioni finanziarie e in parte dallo stile di vita orientato al bere e festaiolo del marito. Cercò di far quadrare il bilancio familiare creando un orto dal terreno pietroso vicino alla casa. E poiché non potevano permettersi la scuola per i bambini, Aino insegnava loro a casa, un compito che svolse con grande successo, dal momento che tutti andavano bene quando in seguito frequentarono la scuola. Trascorse un periodo nel 1907 in convalescenza nel sanatorio di Hyvinkää.
Nel 1908 suo marito ebbe un'operazione alla gola e abbandonò l'alcool per quasi sette anni e questo fu l'inizio degli anni più felici di Aino. Margareta nacque nel 1908, poi Heidi nel 1911 (quando Aino aveva 40 anni), e i bambini crebbero tutti ad Ainola - l'unica volta in cui vissero altrove fu durante la guerra civile finlandese nel 1918 quando dovettero trasferirsi a Helsinki per un paio di mesi.

### 1930–1957: anni successivi
Negli anni '30 i bambini erano andati via di casa e Aino voleva trasferirsi a Helsinki, vicino ai loro figli. Negli anni seguenti trascorsero un po' di tempo in un appartamento in affitto a Helsinki, ma nel 1941 tornarono ad Ainola con i loro numerosi nipoti a causa del rischio di bombardamenti da parte dell'Unione Sovietica. Jean e Aino Sibelius vissero per il resto dei loro giorni ad Ainola, dove Aino continuò a dedicarsi al marito, alla famiglia e al suo orto.

### 1957–1969: Vita da vedova

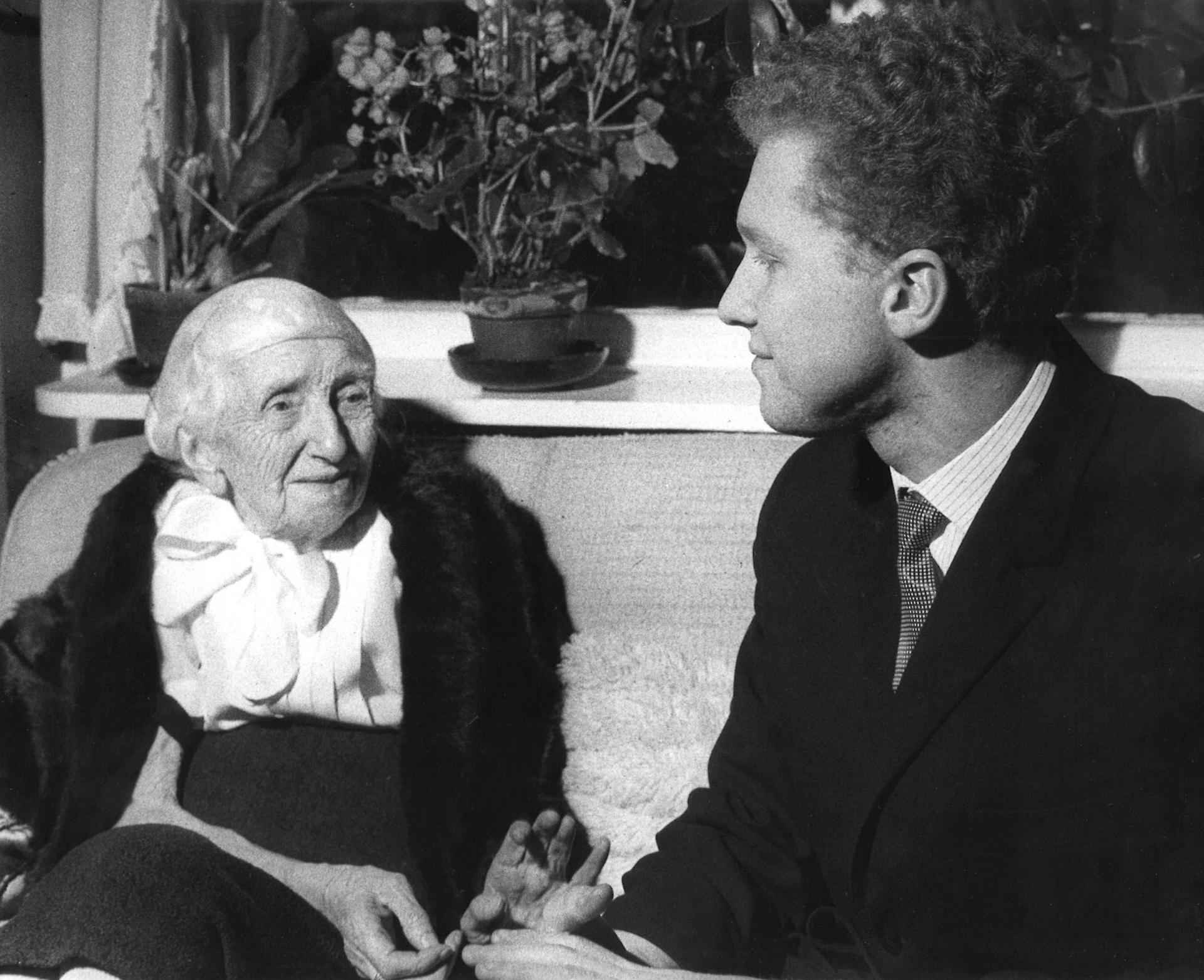
Aino Sibelius incontra il violinista russo Oleg Kagan in occasione del centesimo compleanno di Jean Sibelius.

Jean Sibelius morì ad Ainola, Järvenpää, il 20 settembre 1957 ed è sepolto in un giardino accanto alla casa. Aino continuò a vivere ad Ainola dopo la sua morte; riordinò i documenti di famiglia e aiutò Santeri Levas ed Erik W. Tawaststjerna che stavano scrivendo biografie del suo defunto marito. Morì ad Ainola l'8 giugno 1969, circa due mesi prima del suo 98º compleanno e venne sepolta lì con Jean.
Nel 1972 le figlie di Jean Sibelius, Eva, Ruth, Katarina, Margareta e Heidi, vendettero Ainola allo Stato finlandese e nel 1974 fu aperta al pubblico come museo.

## Con le sue parole
Scrisse della loro vita insieme:

## Corrispondenza
La corrispondenza di Aino Sibelius è stata pubblicata:
- (FI) Suvisirkku Talas e Aino Sibelius, Aino Sibeliuksen kirjeitä Järnefelt-suvun jäsenille, Helsinki, Finland, Suomalaisen Kirjallisuuden Seura, ISBN 951-717-978-2.
- (FI) Jean Sibelius, Suvisirkku Talas e Aino Sibelius, Sydämen aamu: Aino Järnefeltin ja Jean Sibeliuksen kihlausajan kirjeitä, Helsinki, Finland, Suomalaisen Kirjallisuuden Seura, ISBN 951-746-148-8.
- (FI) Jean Sibelius, Suvisirkku Talas e Aino Sibelius, Tulen synty: Aino ja Jean Sibeliuksen kirjeenvaihtoa 1892–1904, Helsinki, Finland, Suomalaisen Kirjallisuuden Seura, ISBN 951-746-471-1.